# Чернохвостая облада
Чернохвостая облада (лат. Oblada melanura) — морская рыба семейства спаровых отряда окунеобразных. Единственный представитель рода Oblada Cuvier, 1829. Прибрежный стайный морской вид. Относится к промысловым видам.

## Описание
Максимальная длина тела до 36—38 см, чаще встречаются экземпляры длиной до 20 см. Тело сплющенное с боков, овальное, со слабо выпуклым профилем головы. Окраска серебристо-серая с размытыми нечёткими тёмными продольными полосами. На хвостовом стебле расположено заметное большое чёрное пятно с широким белым краем. Все плавники светлые. Чешуя некрупная. В боковой линии 64—67 чешуй. Зазубренные чешуйки имеются также и на голове. Жаберная крышка лишена шипов, край её предкрышки гладкий. Ротовое отверстие маленького размера, косо направленное вверх, губы тонкие. Челюсти одинаковой величины, могут лишь слегка выдвигаться вперёд. На каждой челюсти крайний ряд спереди имеет резцы, а по бокам острые, конические зубы, за которыми располагаются четыре ряда небольших жевательных зубов. Каждый зуб слабо выемчатый. Боковые зубы в задней части челюстей мелкие, конической формы. Глаза большие, их диаметр в два раза меньше высоты подглазничной части головы. Рыло короткое. Спинной плавник длинный, неразделенный с 11 лучами-колючками и 13—14 мягкими лучами. Анальный плавник имеет 3 колючих и 13—14 мягких лучей. Грудные плавники с одним лучом-колючкой и 5 мягкими лучами. Хвостовой плавник глубоко выемчатый.

## Ареал и местообитание
Распространен в бассейне Атлантического океана, Чёрного моря, Средиземного моря — вдоль восточно-атлантического побережья от южных частей Бискайского залива и побережья Португалии до Анголы. Вид обычен и многочисленный в Средиземном море, встречается в Эгейском и Мраморном морях. Крайне редко встречается также в Чёрном море, где вид известен у берегов Турции и Болгарии. Рыбы встречаются преимущественно в зонах скалистых прибрежьев с каменистым дном с обширными водорослевыми участками, а также на участках с песчаным дном, морских лугах. Обитает на глубинах до 30 метров.

## Образ жизни
Прибрежный стайный морской вид. Всеядная рыба, но преимущественно питается мелкими беспозвоночными. Также возможно питание донными обрастаниями.
В Средиземном море время нереста приходится с апреля по июнь, у некоторых особей наблюдается гермафродитизм: в раннем возрасте они являются самками. Икринки вымётываются свободно в воду. Повившиеся из них потом личинки живут в составе планктона до позднего лета. К осени они превращение в молодых рыб, которые затем перемещаются в прибрежные воды, где преимущественно встречаются в зоне прибоя. Рыбы образуют многочисленные, иногда мелкие, стаи. Держатся, в отличие от большинства других видов морских карасей, главным образом в областях открытых вод.